# Rasiguères
Rasiguères (occitansk: Rasiguèras) er en by og kommune i departementet Pyrénées-Orientales i Sydfrankrig.

## Geografi
Rasiguères ligger i Fenouillèdes 33 km vest for Perpignan. Nærmeste byer er mod øst Planèzes (1 km) og mod vest Lansac (5 km).

## Demografi

### Udvikling i folketal
| 1962                                                              | 1968 | 1975 | 1982 | 1990 | 1999 | 2007 | 2011 | 2017 |
| ----------------------------------------------------------------- | ---- | ---- | ---- | ---- | ---- | ---- | ---- | ---- |
| 235                                                               | 228  | 152  | 162  | 165  | 168  | 139  | 160  | 152  |
| Tal fra og med 1962 er uden dobbelttælling (sans doubles comptes) |      |      |      |      |      |      |      |      |